# 930.
930. je četrto desetletje v 10. stoletju med letoma 930 in 939. 